# Erik Reitzel
Erik Reitzel (10. maj 1941 i København – 6. februar 2012) var en dansk civilingeniør og professor kendt for sin beherskelse af konstruktiv minimalisme i både forskning og praksis. Hans arbejde bevægede sig på og over grænserne mellem traditionelle videnskabsgrene.
Han var en årrække professor i bærende konstruktioner ved Kunstakademiets Arkitektskole og professor i konstruktionsdesign ved Danmarks Tekniske Universitet. Samtidig fungerede han som rådgivende ingeniør på mange store og eksperimenterende byggerier i ind- og udland.
Hans vigtigste forskningsresultat var opdagelsen af den fundamentale sammenhæng mellem brud, minimalkonstruktioner og vækst. Denne opdagelse gør det muligt at opnå betydelige materialebesparelser ved formgivning af konstruktioner i både stor og lille skala. Opdagelsen åbner for forståelsen af en lang række fænomener i den fysiske og organiske natur.
Resultaterne af Erik Reitzels forskning er løbende blevet indarbejdet i hans undervisning og i en lang række færdiggjorte konstruktioner i både ind- og udland.
Han har modtaget flere internationale priser for sin forskning i minimalstrukturer i arkitekturen og for "spændende og utraditionelle løsninger af store ingeniørarbejder" som Nykredits Arkitekturpris og Villum Kann Rasmussens Årslegat til Teknisk Forskning. Han blev i 1990 udnævnt til ridder af æreslegionen efter indstilling af den franske præsident François Mitterrand.
Gennem hele livet var han optaget af musikken både som udøvende og lyttende. Den har haft stor indflydelse på hans professionelle virke.

## Konkurrencer
I samarbejde med forskellige arkitekter  har Erik Reitzel vundet en lang række 1. præmier, for eksempel:
- Ny Riksdag i Stockholm, 1972.
- Energiminimering, 1974.
- Internationalt kommunikationscenter i Paris, 1983.
- Husarviken i Stockholm, 1988.
- Den danske pavillon i Sevilla, Expo 92, 1989.
- Handelshøjskolen ved Frederiksberg station, 1994.
- Västra City i Stockholm, 1997.

## Realiserede projekter
Erik Reitzel har i samarbejde med forskellige firmaer  fået udført forskellige projekter, hvori der indgår minimalkonstruktioner:
- La Grande Arche beliggende i forlængelse af Den Historiske Akse i Paris.
- Elevatortårnet til Grande Arche.
- Den Symbolske Globus foran UNESCO's hovedkvarter i Paris.
- Gitterdome i krystallografisk institut i Cambridge.
- Skrueliniebro i Sophienholm Park i Kongens Lyngby.
- Glaspyramide i Industriens hus i København.
- Flytning af VL-terminalen i Kastrup Lufthavn to kilometer mod vest på tværs af landingsbanerne.

## Publikationer
Erik Reitzel er forfatter til bøger og artikler om hans forskningsresultater og deres anvendelse i praksis:
- Constructive Reflections on the Assembly Building in Kuwait, kapitel i Jørn Utzon logbook, Edition Bløndal 2008. ISBN 978-87-91567-21-6.
- The Symbolic Globe, bog i serien : Arts, Museums and Monuments series, UNESCO Publishing 2006. ISBN 978-92-3-104028-3.
- Le Globe Symbolique, bog i serien : Collection Art, musées et monuments, Éditions UNESCO 2006. ISBN 978-92-3-204028-2.
- DTU CAMPUS 1829 – 2029, Red. Erik Reitzel, København 2004. ISBN 87-990146-1-0.
- Structural Design of tall Buildings with a minimal Risk of Collaps, CIB-CTBUH Proceedings til international konference om Tall Buildings 2003, Kuala Lumpur, Publication 290, 2003. ISBN 983-41283-0-4.
- The Society seen through a Civil Engineer’s Glasses, Danish Civil and Structural Science and Engineering. 2003. ISBN 87-989887-0-0.
- Fra sæbebobler til store bygninger, kapitel i VIDENSKABERFREMTIDEN, Villum Kann Rasmussen Fonden og Experimentarium 2003. ISBN 87-989285-0-3.
- Hur Nya Former Kan Uppstå, Arkitekttidningen nr. 9, Stockholm 2001.
- Les forces dont resultent quelques monuments Parisiens de la Fin du XXe siècle, LE POUVOIR ET LA VILLE À L’ÉPOQUE MODERNE ET CONTEMPORAINE, Sorbonne 2001. ISBN 2-7475-2610-0.
- De la rupture à la structure, Colloque franco-danois sur Représentation de l'espace, répartition dans l'espace – sur différentes manières d'habiter, 2000. ISBN 87-987817-0-7.
- Grundtræk af Bærende Konstruktioner i Arkitekturen, medfortatter arkitekt Hans Friis Mathiasen, Kunstakademiets Arkitektskoles Forlag, 1999. ISBN 87-87136-26-0.
- Tectonics in Practice, Association of Collegiate Schools of Architecture, 1996.
- A Quasicrystal, medforfatter Tony Robbin, Surrey, 1993.
- Musikk og Konstruktjoner, Artikel i bogen: Tversnit av et Øjeblik, Oslo 1992. ISBN 82-547-0103-2.
- Rupture – Structure, Communication à la conférence internationale sur l'Ingénieur et l'Art, Aix-en-Provence, France, 1991.
- Nye Konstruktjoner, Nordisk byggedag, Bergen, 1989.
- Konstruktive muligheder, Artikel i jubilæumsbogen for SBI, 1987 ISBN 87-563-0654-7.
- Ringbanen i København, Ingeniøren 1985.
- Konkurrence om Tête Défense, Paris, og projektets videre bearbejdning, Arkitekten nr. 23, 1984.
- Le Cube ouvert. Structures and foundations, Artikel om La Grande Arche fra den internationale konference om højhuse, Singapore, 1984. ISBN 9971-84-042-1.
- Arkitekten og forskningen, Artikel i bogen til Poul Kjærgaard, 1982.
- Ressourcebesparende byggeri, Nordisk Byggdag, Stockholm, 1980. ISBN 91-7332-127-3.
- Spild og ressourcer, Nationalmuseet i København , 1980. ISBN 87-480-0276-3.
- Om historiske trækonstruktioner og restaurering, Nordisk Træsymposium, 1979. ISBN 87-563-0348-3.
- Fra brud til form, Polyteknisk Forlag, 1979. ISBN 87-502-0493-9.
- Var Trelleborghuset et telt?, Arkitekten nr 20, 1975.
- Råhus og råstoffer, DIF pjece no 6, 1975.
- Energi, boliger, byggeri, medforfatter arkitekt Hans Friis Mathiasen, Fremad 1975. ISBN 87-557-0599-5.
- Om materialeøkonomiske konstruktioner og brudlinier, Bygningsstatiske meddelelser nr. 2, 1975.
- Konstruktiv vækst og modelprincipper, Arkitekten nr. 18, 1972.
- Materialeøkonomiske Konstruktioner, Arkitekten nr. 21, 1971.

## Film
- The Invisible Forces, (55 minutter) filmproducent JJ Film – Premiere Paris 2002, Arte 2006.
- Brudsonaten, (8 minutter) filmproducent JJ Film – Premiere København 2000.

## Foredrag
Erik Reitzel holdt mange foredrag i Danmark og i udlandet. Af danske foredrag er der de seneste:
- Brudmønstre og formgivning.
- Minimalkonstruktioner.
- Hvordan opstår nye konstruktioner?
- Naturkræfternes mønstre.
- Brud og form.
- Energiminimering og alternativ arkitektur.
- La grande Arche – fra idé til realitet.
- Den Symbolske Globus.
- Det gamle Paris versus det nye.
- Om højhuse.
- Gotikkens katedraler.
- Konstruktionernes udviklingshistorie.
- Stålets udviklingshistorie.
- Betons formgivningspotentiale.